# Emergens vonások
Az emergens vonások olyan összetett vonások, amelyek egyszerűként viselkednek, de valójában több egyszerű vonás érintkezéséből jönnek létre.

## A forma
A formák felismerése, és detektálása fontos témája a pszichológiai kutatásoknak. Ezek pedig egyszerű, vagy összetett vonásokból épülnek fel. A belőlük létrejött formák észlelésével kapcsolatban több kutatás folyt. Elsődlegesen az érzékelésükkel foglalkoztak Hubelt és Wieselt (1968) az egysejtes vizsgálat úttörőiként, állatokon vizsgálták a formák, és az őket alkotó vonások észlelését. Munkásságukért Nobel–díjat kaptak. Kutatásaik során három sejtcsoportot különítettek el, amelyeket együttesen vonásdetektoroknak neveztek. Az általuk megfigyelt sejtek a formaészlelés alapját képezik, mivel a sávok, élek, sarkok és szögek, amelyekre ezek a detektorok érzékenyek, sok forma megközelítő leírására alkalmasak. Ezek az állítások érvényesek olyan alakzatok felismerésére is, mint például a betűk, viszont nem tarthatóak bonyolultabb formák esetében, mint ahogy egy összetettebb tárgy, például egy szék, esetében sem.

## Vonások közti viszonyok
A Gestalt-pszichológia berkein belül sokat foglalkoztak a vonások közti viszonyokkal. Alapelvükként azt a kijelentést tartották szem előtt, miszerint „az egész több a részek összegénél”, tehát az általunk észlelt dolog nem csupán vonások alkotta egység.
Egy térbeli forma leírásához nem elegendőek a vonások, hanem a közöttük lévő viszonyok meghatározása is nagyon fontos. Amint az a fenti ábrán is jól látható, nyilvánvalóan egy derékszögnek és egy ferde vonalnak meghatározott módon kell kapcsolódnia egymáshoz ahhoz, hogy derékszögű háromszöget alkossanak. Valamint egy Y és egy hatszög is, egy bizonyos kapcsolódás következtében fog kockaformát alkotni. Ebből következik a fenti megjegyzés: „az egész több a részek összegénél”.
Az egész abban is különbözik a részek összegénél, hogy olyan vonásokat eredményez, amelyek nem érthetők meg pusztán a részek elemzésével. Az ábrán négy ilyen emergens vonás van feltüntetve. Ezek a vonások más vonások összekapcsolódásából jönnek létre. Az emergens vonások bizonyos perceptuális (például tárgyfelismerő) tesztek során úgy viselkednek, mintha önmaguk is elemi, primitív vonások lennének, pedig az egyszerű vonások sajátos elrendeződéséből állnak össze. Az eredmények azt mutatják, hogy a látórendszer, már az elemzés eredményének tudatosulása előtt, bonyolult formaelemzéseket végez.
Az emergens vonások annak ellenére megőrzik perceptuális realitásukat, hogy gyakran igen bonyolult térbeli kapcsolatokra épülnek.

## Kísérlet
Egy 72 egyetemi hallgató és kutatóasszisztens közreműködésével végzett kísérlet alkalmával, a kutatók a nyilak és a háromszögek összetevőinek érzékelésbeli feldolgozását vizsgálták. A kapott eredmények azt sugallták, hogy bizonyos alakzatok elemzése egyszerűbben, részenként „elő figyelemmel” következik be, mert ezek a részek rekombinálhatók, hogy illuzórikus kapcsolatot alkossanak, megosztott figyelem esetén. Az emergens vonások jelenléte, mint például a szögzárás, vagy a nyilak kereszteződése az előreláthatóság kölcsönösségéből következtethetők a séma véghezvitelével, a feladatokon keresztül és az egyéni alapkövetelményeken keresztül. Ennek következtében a háromszögek (a legtöbb alapkövetelmény) és a nyilak (csak némelyik alapkövetelmény) úgy viselkedtek, mintha észlelési vonásaik lettek volna, ami hiányzott a részeikből, és ez közvetített párhuzamos észlelést a keresés során, valamint könnyű struktúra különválasztást. Némely alapkövetelménynek a körök nyilvánvalóan további vonásokat szolgáltatnak (feltehetően szögzárás) várhatóan látszólagos, vagy másképpen illuzórikus háromszögeket formálva az összetevő vonalakból, amíg más alapkövetelményekre nincs kihatásuk. A tény, hogy a háromszög vonalai látszólagos kapcsolatot formálhatnak más alakzattal, valószínűtlenné teszi, hogy a háromszögeket az alanyok holisztikusan (egységre törekvően) észlelték, és megerősíti az értelmezést amely az emergens vonásokon alapszik.

## Forrás
Atkinson & Hilgard : Pszichológia (2005, Osiris)